# Ліллі Кінг
Ліллі Кінг (англ. Lilly King, нар. 10 лютого 1997, Евансвіл, Індіана, США) — американська плавчиня, дворазова олімпійська чемпіонка 2016 року.

## Виступи на Олімпійських іграх
| Олімпіада           | Дисципліна                       | Місце |
| ------------------- | -------------------------------- | ----- |
| Ріо-де-Жанейро 2016 | 100 метрів брасом                | 1     |
| Ріо-де-Жанейро 2016 | 200 метрів брасом                | 12    |
| Ріо-де-Жанейро 2016 | естафета 4x100 метрів комплексом | 1     |
| Токіо 2020          | 100 метрів брасом                | 3     |
| Токіо 2020          | 200 метрів брасом                | 2     |
| Токіо 2020          | естафета 4x100 метрів комплексом | 2     |